# Dischma (torrent)
Le Dischma est un torrent alpin d'une longueur de 15 km qui coule dans le canton suisse des Grisons. Il est un des affluents des sources du Rhin.

## Source de la traduction
- (de) Cet article est partiellement ou en totalité issu de l’article de Wikipédia en allemand intitulé « Dischmabach » (voir la liste des auteurs).